# Commodus
Lucius Aurelius Commodus Antoninus (tiếng Latinh: Marcus Aurelius Commodus Antoninus Augustus; 31 tháng 8,161-31 tháng 12,192) là Hoàng đế của Đế quốc La Mã từ năm 180. Commodus là con trai của Hoàng đế Marcus Aurelius và là một thành viên của Triều đại Antonine. Ông đã cai trị cùng Marcus Aurelius từ năm 177 đến năm 180 Aurelius chết thì ông tự cai trị. Trong thời gian trị vì của ông, Commodus chỉ lo theo đuổi những trò chơi mà ông thích chứ không lo mở mang cũng như kiến thiết cho đất nước của ông. Commodus bị một đấu sĩ ám sát bằng cách bóp cổ năm 192 trong khi ông không có con. Triều đại Antonine kết thúc từ đó.

## Thời niên thiếu và vươn tới quyền lực (161-180)

### Thời nhỏ
Commodus được sinh ra như là Lucius Aurelius Commodus,tại Lanuvium, gần Roma, con trai của hoàng đế đương nhiệm Marcus Aurelius. Ông đã có một anh trai sinh đôi, Titus Aurelius Fulvus Antoninus, người đã qua đời năm 165.Ngày 12 tháng 10 năm 166, Commodus được tôn làm Caesar cùng với em út của ông, Marcus Annius Verus,người mất năm 169,khi thất bại trong một cuộc hành quân, để lại Comodus là người con duy nhất của Marcus Aurelius còn sống sót. Ông được chăm sóc bởi bác sĩ của cha mình, Galen, để giữ cho ông khỏe mạnh và sống. Galen đã điều trị nhiều bệnh thông thường của Commodus. 

### Tuổi thanh niên
Commodus được biết là đã có mặt ở Carnuntum, trụ sở của Marcus Aurelius trong chiến tranh Marcomanni,năm 172.Bởi vì lẽ đó, ngày 15 tháng 10 năm 172, ông được tặng danh hiệu chiến thắng Germanicus với sự hiện diện của quân đội. Tiêu đề này cho thấy rằng Commodus đã có mặt tại chiến thắng của cha ông trước người Marcomanni. Vào ngày 20 Tháng 1 năm 175, Commodus đã học tại học viện giáo chủ, điểm bắt đầu của sự nghiệp chính trị.
Tháng tư năm 175, Avidius Cassius, thống đốc của Syria, tự xưng hoàng đế sau khi có tin đồn rằng Marcus Aurelius đã chết. Có được chấp nhận như là hoàng đế của Syria, Palestine và Ai Cập, Cassius tiến hành cuộc nổi loạn ngay cả sau khi nó đã trở nên rõ ràng rằng Marcus còn sống. Cassius, tuy nhiên, đã bị giết bởi một trong đội trưởng của mình trước khi các chiến dịch chống lại ông có thể bắt đầu.
Commodus sau đó đi cùng với cha mình trên một chuyến đi dài đến các tỉnh miền đông, trong đó ông tới thăm Antioch. Vị hoàng đế và con trai ông sau đó đi tới thăm Athen, nơi họ đã tham gia vào những nghi lễ Eleusinia thần bí. Sau đó họ quay trở lại Roma vào mùa thu năm 176.

### Đồng cai trị với người cha
Marcus Aurelius là vị hoàng đế đầu tiên kể từ thời Vespasian có một con trai của mình, và mặc dù bản thân ông là người thứ năm trong cái gọi là Ngũ Đế giỏi mà có những người thừa kế của họ là những người con nuôi, có vẻ như ý định của ông là để Commodus trở thành người thừa kế của ông. Ngày 27 Tháng Mười Một năm 176, Marcus Aurelius nhường lại Commodus danh hiệu hoàng đế(Imperator), và giữa năm 177, là danh hiệu Augustus. Ngày 23 tháng 12 cùng năm, hai Augustus cùng cử hành một cuộc diễu hành mừng chiến thắng, và Commodus đã được trao quyền lực của quan bảo dân. Ngày 1 tháng 1 năm 177, Commodus đã trở thành chấp chính quan lần đầu tiên, mà khiến cho ông lúc này mới 15, trở thành chấp chính quan trẻ tuổi nhất trong lịch sử La Mã đến thời điểm đó. Sau đó, ông kết hôn với Bruttia Crispina trước khi đi theo cha mình tới phòng tuyến Danube một lần nữa trong năm 178, nơi mà Marcus Aurelius qua đời vào ngày 17 tháng 3 năm 180, để lại vị hoàng đế 19 tuổi Commodus là vị vua duy nhất.

## Cai trị độc lập 180-192
Sau khi Commodus kế vị, ông đã làm giảm giá trị đồng tiền La Mã. Ông làm giảm trọng lượng của đồng tiền bằng bạc(denarius) từ 96 phầ trăm bảng La Mã đến 105 (3,85 gram đến 3,35 gram). Ông cũng làm giảm độ tinh khiết bạc từ 79% đến 76% trọng lượng bạc giảm từ 2,57 gram đến 2,34 gram. Năm 186, ông tiếp tục giảm trọng lượng tinh khiết và bạc đến 74% và 2,22 gram tương ứng, bằng 108 bảng La Mã . Sự giảm giá trị đồng tiền bằng bạc trong thời gian cai trị của ông là lớn nhất kể từ khi sự giảm giá đồng tiền của đế chế kể từ lần đầu tiên dưới triều đại của Nero.

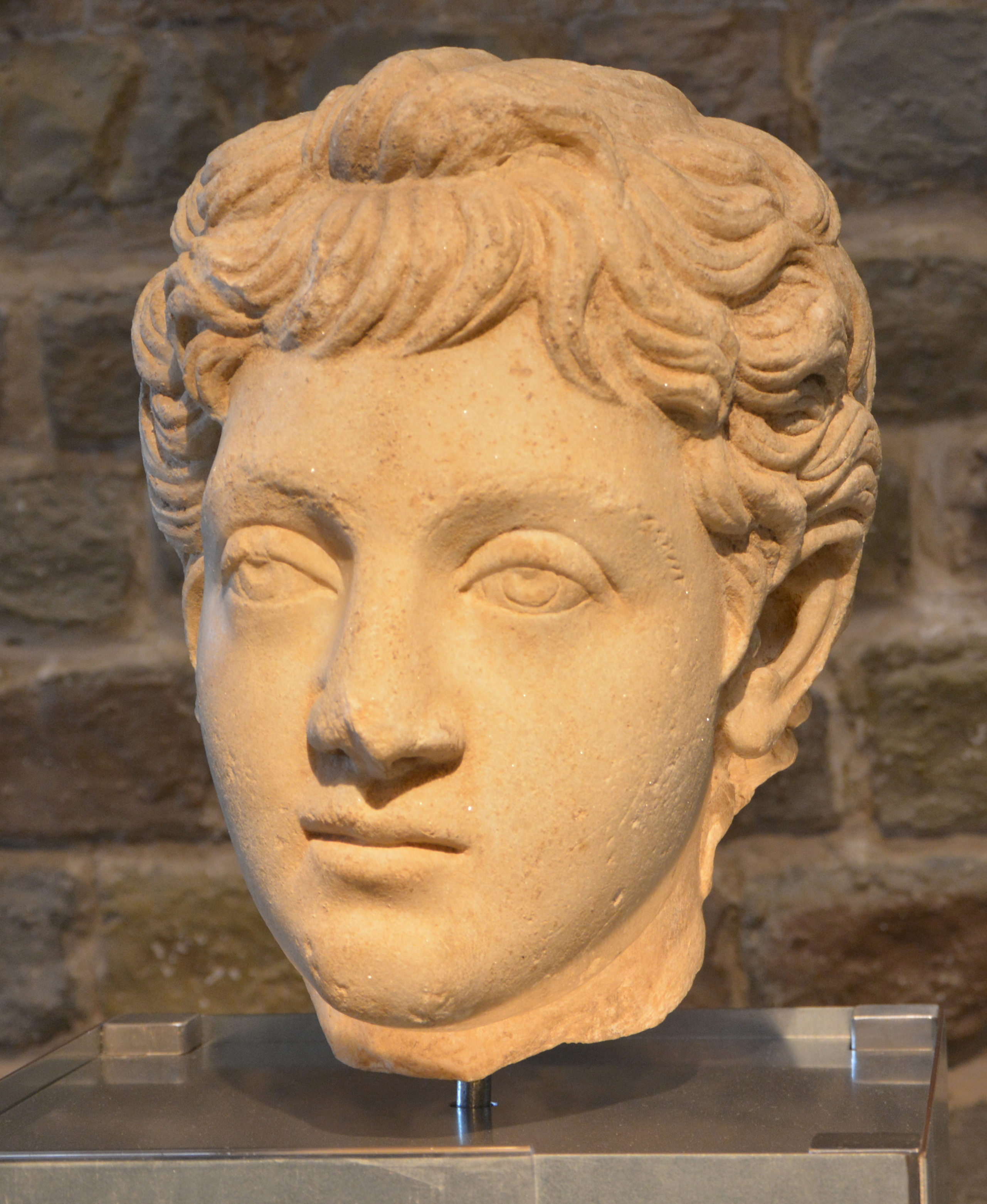
Tượng bán thân của Commodus giữa các năm 180 và 192 Công Nguyên, bảo tàng La Mã-Đức, Köln.

Trong khi triều đại của Marcus Aurelius đã được đánh dấu bởi những cuộc chiến tranh gần như liên tục, mặc dù ông thích những cuốn sách hơn là chiến tranh, triều đại của Commodus là tương đối hòa bình về mặt quân sự nhưng đã được đánh dấu bởi những xung đột chính trị và hành vi ngày càng độc đoán và thất thường của hoàng đế.
Commodus ở lại với quân đội Danube trong một thời gian ngắn trước khi đàm phán một hiệp ước hòa bình với các bộ lạc Danube. Ông sau đó trở về Roma và tổ chức một cuộc diễu binh chiến thắng cho việc kết thúc cuộc chiến tranh vào ngày 22 tháng 10 năm 180. Không giống như các hoàng đế trước Trajan, Hadrianus, Antoninus Pius và Marcus Aurelius, ông dường như đã có ít quan tâm đến công việc bận rộn của chính quyền và có xu hướng trong suốt triều đại của ông bỏ lại các hoạt động quản lý nhà nước và hướng sự quan tâm đến những sở thích của mình, bắt đầu từ thời gian này với Saoterus, một nô lệ tự do từ Nicomedia người đã trở thành thị thần của ông.
Sự không hài lòng với tình trạng này sẽ dẫn đến một loạt các âm mưu và cố gắng đảo chính, mà cuối cùng khiến cho Commodus nắm quyền quản lý các vấn đề, mà ông đã làm cho ngày càng độc đoán.

### Âm mưu năm 182
Vào giai đoạn đầu triều đại của ông, Commodus,lúc này 19 tuổi, được thừa hưởng nhiều cố vấn cấp cao của cha mình, đặc biệt là Tiberius Claudius Pompeianus (người chồng thứ hai của chị Commodus Lucilla), cha vợ của ông Gaius Bruttius Praesens, Titus Fundanius Vitrasius Pollio, và Aufidius Victorinus, người là thái thú của thành phố Roma. Ông cũng đã có năm chị em còn sống, tất cả trong số họ với người chồng là đối thủ tiềm năng. Bốn người chị em của ông lớn tuổi hơn ông, trong đó Lucilla người lớn tuổi nhất, đã giữ tước vị Augusta vì là vợ góa của người chồng đầu tiên của bà Lucius Verus.
Cuộc khủng hoảng đầu tiên của triều đại đến vào năm 182, khi Lucilla đã lên kế hoạch một âm mưu chống lại em trai của bà. Động cơ của bà bị cho là ghen tị với hoàng hậu Crispina. Chồng bà, Pompeianus, không tham gia, nhưng hai người đàn ông bị cáo buộc đã được những người tình của bà, Marcus Ummidius Quadratus Annianus (chấp chính quan của năm 167, cũng là người anh họ đầu tiên của bà) và Appius Claudius Quintianus, đã cố gắng để giết Commodus khi ông bước vào nhà hát. Họ vụng về khi tiến hành và đã bị bắt giữ bởi vệ sĩ của hoàng đế. Quadratus và Quintianus bị hành quyết; Lucilla bị lưu đày tới Capri và sau đó bị giết. Pompeianus đã phải rút lui khỏi đời sống chính trị. Một trong hai thái thú pháp quan, Tarrutenius Paternus, đã thực sự được tham gia vào âm mưu này nhưng đã không bị phát hiện vào thời điểm này, và hậu quả, ông và đồng nghiệp của mình Sextus Tigidius Perennis đã có thể sắp đặt để sát hại Saoterus, viên thị thần đáng ghét.

## Tổ tiên
| Commodus | Father: Marcus Aurelius      | Paternal Grandfather: Marcus Annius Verus | Paternal Great-grandfather: Marcus Annius Verus       |
| Commodus | Father: Marcus Aurelius      | Paternal Grandfather: Marcus Annius Verus | Paternal Great-grandmother: Rupilia Faustina          |
| Commodus | Father: Marcus Aurelius      | Paternal Grandmother: Domitia Lucilla     | Paternal Great-grandfather: Tullus Domitius Calvisius |
| Commodus | Father: Marcus Aurelius      | Paternal Grandmother: Domitia Lucilla     | Paternal Great-grandmother: Catilia                   |
| Commodus | Mother: Faustina the Younger | Maternal Grandfather: Antoninus Pius      | Maternal Great-grandfather: Titus Aurelius Fulvus     |
| Commodus | Mother: Faustina the Younger | Maternal Grandfather: Antoninus Pius      | Maternal Great-grandmother: Arria Fadilla             |
| Commodus | Mother: Faustina the Younger | Maternal Grandmother: Faustina the Elder  | Maternal Great-grandfather: Marcus Annius Verus       |
| Commodus | Mother: Faustina the Younger | Maternal Grandmother: Faustina the Elder  | Maternal Great-grandmother: Rupilia Faustina          |

## Trong phim ảnh
Comodus còn là nhân vật trong bộ phim nổi tiếng "Võ sĩ giác đấu", trong phim này, ông là người đã giết cha để đoạt ngôi và áp bức nhân vật chính của phim, sau đó ông bị chết trong một trận quyết đấu.